# 기니의 국가
자유(Liberté)는 기니의 국가로, 1958년 독립과 함께 제정되었다. Kodofo Moussa가 작곡했으며, 작사자는 미상이다.

## 프랑스어가사
Peuple d'Afrique!
Le Passé historique!
Que chante l'hymne de la Guinée fière et jeune
Illustre epopée de nos frères
Morts au champ d'honneur en libérant l'Afrique!
Le peuple de Guinée prêchant l'unité
Appelle l'Afrique.
Liberté! C'est la voix d'un peuple
Qui appelle tous ses frères à se retrouver.
Liberté! C'est la voix d'un peuple
Qui appelle tous ses frères de la grande Afrique.
Bâtissons l'unité africaine dans l'indépendance retrouvée.

## 한국어해석본
아프리카의 민중들이여!
자랑스럽고 젊은 기니의 노래를 부르는
찬란한 역사의 과거여!
아프리카의 해방을 위해 전장에서 희생된 우리 형제들의 서사시여!
기니의 민중들은 단결을 전파하네
아프리카의 부름으로.
자유여! 그대의 모든 형제들이 다시 만나도록 부르는 사람들의 목소리네.
자유여! 위대한 아프리카의 모든 형제들을 부르는 사람들의 목소리네.
되찾은 독립으로 하나된 아프리카를 건설하자.